# Ногина, Нина Алексеевна
Нина Алексеевна Ногина (05.12.1912 — 1992) — почвовед-географ, доктор географических наук, лауреат премии им. В. В. Докучаева.

## Биография
Родилась в Пермской губернии. В 1933 г. окончила Уральский сельскохозяйственный институт и была оставлена в аспирантуре (но её не окончила).
С 1935 г. работала в Чувашском сельскохозяйственном институте, затем два года — научным сотрудником Вахшской почвенно-мелиоративной станции Таджикского филиала АН СССР.
С 1939 г. — в Почвенном институте им. В. В. Докучаева в должностях от младшего научного сотрудника до заведующей лабораторией географии почв, ведущего специалиста отдела генезиса и географии почв.
Была участником и руководителем многих почвенных экспедиций (Урал, Прибалтика, Московская область, Якутия, Забайкалье, Монголия и др.).
По материалам, собранным на Урале, защитила кандидатскую диссертацию, по исследованиям в Забайкалье — докторскую, которая позже была опубликована в виде монографии:
- Почвы Забайкалья [Текст] / Акад. наук СССР. Почв. ин-т им. В. В. Докучаева. — Москва : Наука, 1964. — 314 с. : ил.; 26 см.

В составе Советско-Монгольской комплексной биологической экспедиции в течение 5 лет возглавляла почвенно-географические исследования, в результате которых была составлена почвенная карта Монголии масштаба 1:2 500 000 с отражением на ней структур почвенного покрова; изучены почвенно-географические закономерности формирования почвенного покрова в горах и на равнине.
Лауреат премии им. В. В. Докучаева (1982). Награждена орденом «Знак Почёта» и медалью МНР «Дружба народов».
Сочинения:
- Подзолистые почвы Северо-Запада Европейской части СССР [Текст] : [Науч. тр. ВАСХНИЛ / Н. А. Ногина, Р. М. Морозова, Г. В. Еруков и др. ; Отв. редакторы Н. А. Ногина и др.]. — Москва : Колос, 1979. — 256 с. : ил.; 22 см.
- Почвенный покров основных природных зон Монголии [Текст] / [Н. А. Ногина, Л. П. Рубцова, О. И. Худяков и др. ; Отв. ред. д. г. н. Н. А. Ногина]. — Москва : Наука, 1978. — 275 с., 1 л. схем. : ил.; 21 см.
- Подзолистые почвы запада Европейской части СССР [Текст] : Науч. труды ВАСХНИЛ / [Н. А. Ногина, Н. И. Смеян, Т. А. Романова и др. ; Отв. ред. д-р геогр. наук Н. А. Ногина, д-р с.-х. наук А. А. Роде] ; Всесоюз. акад. с.-х. наук им. В. И. Ленина, Почв. ин-т им. В. В. Докучаева. — Москва : Колос, 1977. — 288 с. : ил.; 22 см.